# Galtara aurivilii
Galtara aurivilii är en fjärilsart som beskrevs av Arnold Pagenstecher 1901. Galtara aurivilii ingår i släktet Galtara och familjen björnspinnare. Inga underarter finns listade i Catalogue of Life.